# 2011년 전국소년체육대회
제40회 전국소년체육대회는 2011년 5월 28일부터 5월 31일까지 대한민국 경상남도에서 열렸다.

## 개요
- 대회명칭 : 제40회 전국소년체육대회
- 개최기간 : 2011년 5월 28일 ~ 2011년 5월 31일
- 개최지 : 경상남도 (주개최지 : 진주시)
- 구호 : 몸도 튼튼, 마음도 튼튼, 나라도 튼튼
- 참가인원 : 12,085명
- 종별 : 초등부, 중등부
- 마스코트 : 경남이와 경이

## 종목

### 정식종목
| - 검도 - 근대3종 - 농구 - 럭비 - 레슬링 - 롤러 - 배구 - 배드민턴 - 복싱 - 볼링 | - 사격 - 사이클 - 소프트볼 - 수영 (경영, 다이빙, 수구) - 씨름 - 야구 - 양궁 - 역도 - 요트 - 유도 | - 육상 - 정구 - 조정 - 체조 - 축구 - 카누 - 탁구 - 태권도 - 테니스 - 트라이애슬론 | - 펜싱 - 하키 - 핸드볼 |

## 경기장
| 종목         | 소재지           | 경기장                         | 종별                  | 세부종목  | 비고                         |
| ------------ | ---------------- | ------------------------------ | --------------------- | --------- | ---------------------------- |
| 검도         | 함양군           | 함양고운체육관                 | 전종별                |           |                              |
| 근대3종      | 창원시           | 마산우리누리수영장             | 전종별                | 수영      |                              |
| 근대3종      | 창원시           | 대원레포츠공원운동장           | 전종별                | 육상/사격 |                              |
| 농구         | 사천시           | 삼천포실내체육관               | 남자중학부            |           |                              |
| 농구         | 사천시           | 사천학생체육관                 | 여자중학부            |           |                              |
| 농구         | 김천시(경상북도) | 김천실내체육관                 | 남자초등부            |           |                              |
| 농구         | 김천시(경상북도) | 김천중앙고등학교체육관         | 여자초등부            |           |                              |
| 럭비         | 창원시           | 진해공설운동장                 | 전종별                |           |                              |
| 레슬링       | 김해시           | 김해실내체육관                 | 전종별                |           |                              |
| 롤러         | 진주시           | 진주종합경기장롤러경기장       | 전종별                |           |                              |
| 배구         | 진주시           | 선명여자고등학교체육관         | 남자중학부            |           |                              |
| 배구         | 진주시           | 동명고등학교체육관             | 여자중학부            |           |                              |
| 배구         | 화성시(경기도)   | 화성시송산중학교체육관         | 남자초등부            |           |                              |
| 배구         | 화성시(경기도)   | 화성시송산고등학교체육관       | 여자초등부            |           |                              |
| 배드민턴     | 양산시           | 양산실내체육관                 | 중학부                |           |                              |
| 배드민턴     | 김천시(경상북도) | 김천실내체육관보조경기장       | 초등부                |           |                              |
| 복싱         | 진주시           | 진주교육대학교체육관           | 중량급                |           |                              |
| 복싱         | 진주시           | 진주학생체육관                 | 경량급                |           |                              |
| 볼링         | 창원시           | 마산세기볼링장                 | 전종별                |           |                              |
| 사격         | 창원시           | 창원종합사격장                 | 전종별                |           |                              |
| 사이클       | 창원시           | 창원벨로드롬경기장             | 전종별                |           |                              |
| 세팍타크로   | 서천군           | 서천 국민체육센터              | 전종별                |           |                              |
| 소프트볼     | 진주시           | 진주공설운동장보조구장         | 전종별                |           |                              |
| 수영         | 창원시           | 창원실내수영장                 | 전종별                |           |                              |
| 씨름         | 진주시           | 진주생활체육관                 | 전종별                |           |                              |
| 야구         | 창원시           | 진해공설운동장야구장           | 중학부                |           |                              |
| 야구         | 창원시           | 마산야구장                     | 중학부                |           |                              |
| 야구         | 창원시           | 창원88구장                     | 초등부                |           |                              |
| 야구         | 김해시           | 김해삼계야구장                 | 초등부                |           |                              |
| 양궁         | 밀양시           | 밀양공설운동장                 | 전종별                |           |                              |
| 역도         | 거제시           | 거제실내체육관                 | 전종별                |           |                              |
| 요트         | 통영시           | 통영시도남항요트경기장         | 전종별                |           |                              |
| 유도         | 창원시           | 진해구민회관체육관             | 전종별                |           |                              |
| 육상         | 진주시           | 진주종합경기장                 | 전종별                |           |                              |
| 정구         | 창녕군           | 창녕정구장                     | 전종별                |           |                              |
| 조정         | 진주시           | 진주남강조정경기장             | 전종별                |           |                              |
| 체조         | 창원시           | 마산실내체육관                 | 전종별                | 기계체조  |                              |
| 체조         | 창원시           | 마산내서중학교                 | 전종별                | 리듬체조  |                              |
| 축구         | 진주시           | 진주문산스포츠파크             | 남자중학부            |           | 인조 1,2구장 / 사계절 축구장 |
| 축구         | 창원시           | 창원축구센터                   | 남자초등부            |           | 사계절 2,3구장               |
| 축구         | 함안군           | 함안스포츠파크                 | 여자중학부/여자초등부 |           | 인조 1,2구장 / 사계절 축구장 |
| 카누         | 김해시           | 김해카누경기장                 | 전종별                |           |                              |
| 탁구         | 거창군           | 거창스포츠파크체육관           | 전종별                |           |                              |
| 태권도       | 고성군           | 고성실내체육관                 | 전종별                |           |                              |
| 테니스       | 진주시           | 진주테니스장                   | 남자중학부            |           |                              |
| 테니스       | 진주시           | 진주남가람체육공원테니스장     | 여자중학부            |           |                              |
| 테니스       | 김천시(경상북도) | 김천종합운동장테니스장         | 남자초등부/여자초등부 |           |                              |
| 트라이애슬론 | 통영시           | 통영시도남동트라이애슬론경기장 | 전종별                |           |                              |
| 펜싱         | 진주시           | 진주스포츠파크체육관           | 전종별                |           |                              |
| 하키         | 성남시           | 김해하키경기장                 | 전종별                |           |                              |
| 핸드볼       | 창원시           | 창원실내체육관                 | 남자중학부            |           |                              |
| 핸드볼       | 창원시           | 창원중앙중학교체육관           | 여자중학부            |           |                              |
| 핸드볼       | 제천시(충청북도) | 세명대체육관                   | 남자초등부            |           |                              |
| 핸드볼       | 제천시(충청북도) | 제천체육관                     | 여자초등부            |           |                              |